# Duarte Cardoso Pinto
Pour les articles homonymes, voir Cardoso.
Pas d'image ? Cliquez ici

a Compétitions nationales et continentales officielles uniquement.

b Matchs officiels uniquement.
Dernière mise à jour le 22 février 2024.
Duarte Cardoso Pinto, né à Lisbonne, le 17 mars 1982, est un joueur de rugby à XV portugais. Il joue avec l'équipe du Portugal au poste de demi d'ouverture.

## Biographie
Duarte Cardoso Pinto joue toute sa carrière avec l'AEIS Agronomia, à l'exception d'une saison en France avec le Blagnac SCR en Pro D2 en 2007-2008,.
Il fait partie du groupe portugais retenu pour disputer la Coupe du monde 2007 en France. Il dispute les quatre matchs de son équipe, et inscrit douze points.

## Statistiques internationales
- 49 sélections avec le Portugal entre 2003 et 2010

Coupe du monde: 
- 2007 : 4 matchs, 12 points (1 transformation, 1 pénalité, 5 points (Écosse), 1 pénalité, 3 points (Nouvelle-Zélande)), 1 transformation, 3 points (Roumanie).

## Palmarès
- Vainqueur du Championnat du Portugal de première division en 2007